# ایل-دو-برئا
ایل-دو-برئا (به فرانسوی: Île-de-Bréhat) یک جزیره و کمون‌های فرانسه در فرانسه است که در Canton of Paimpol واقع شده‌است.

## خصوصیات
ایل-دو-برئا ۳٫۰۹ کیلومترمربع مساحت و ۴۰۰ نفر جمعیت دارد.

## نگارخانه

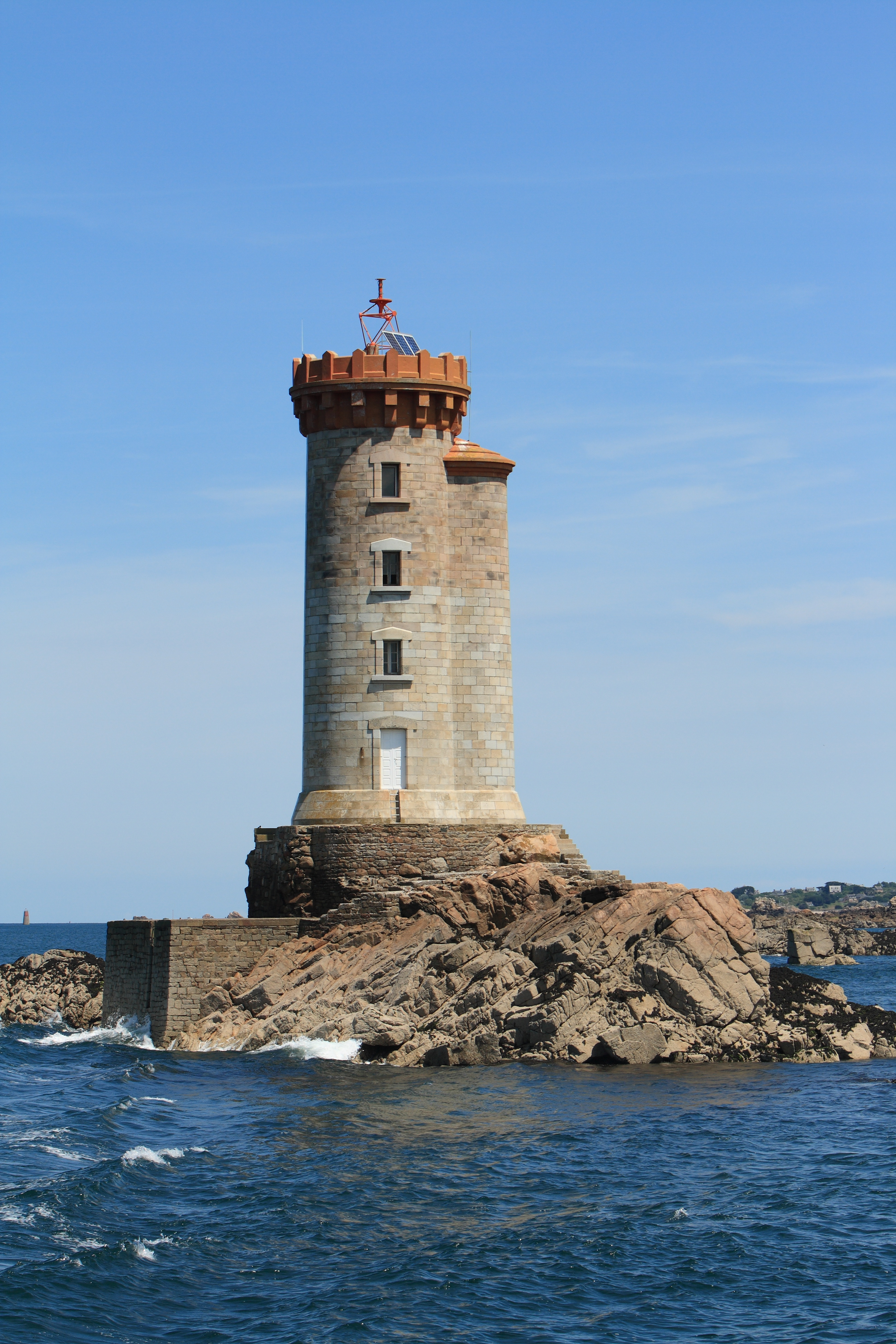
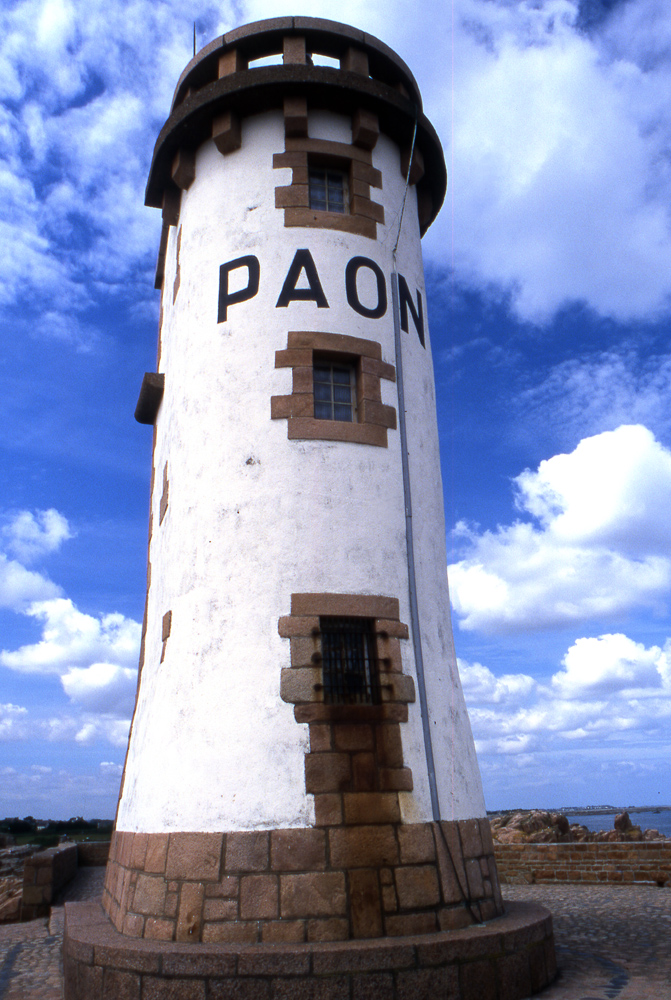
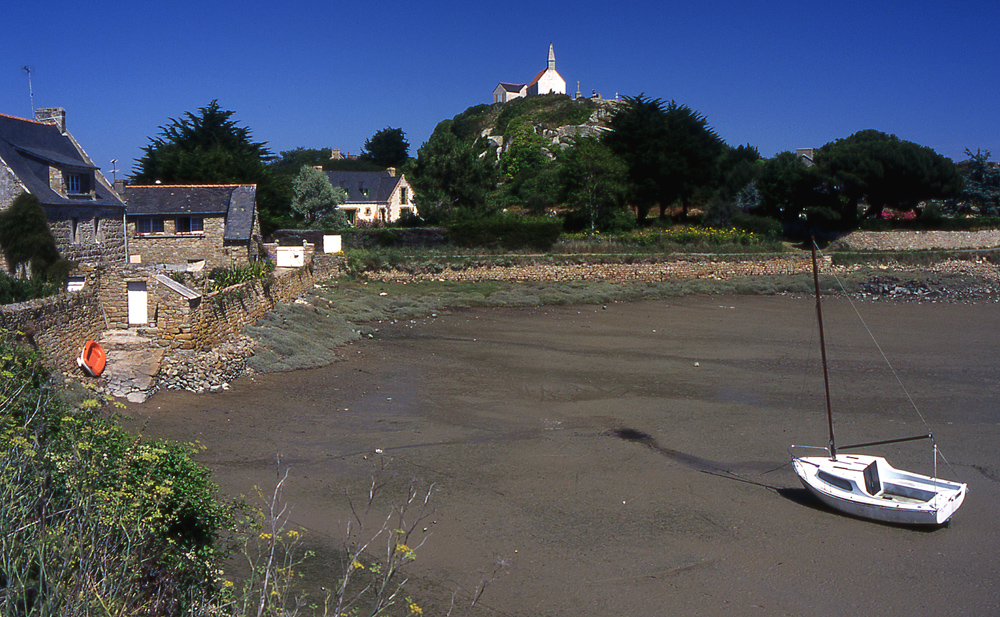
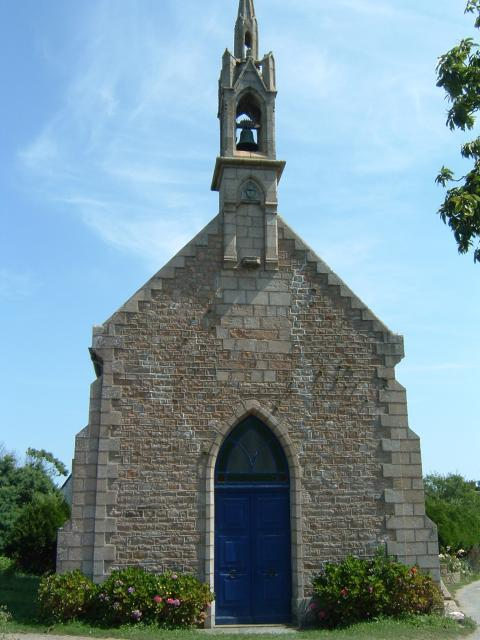
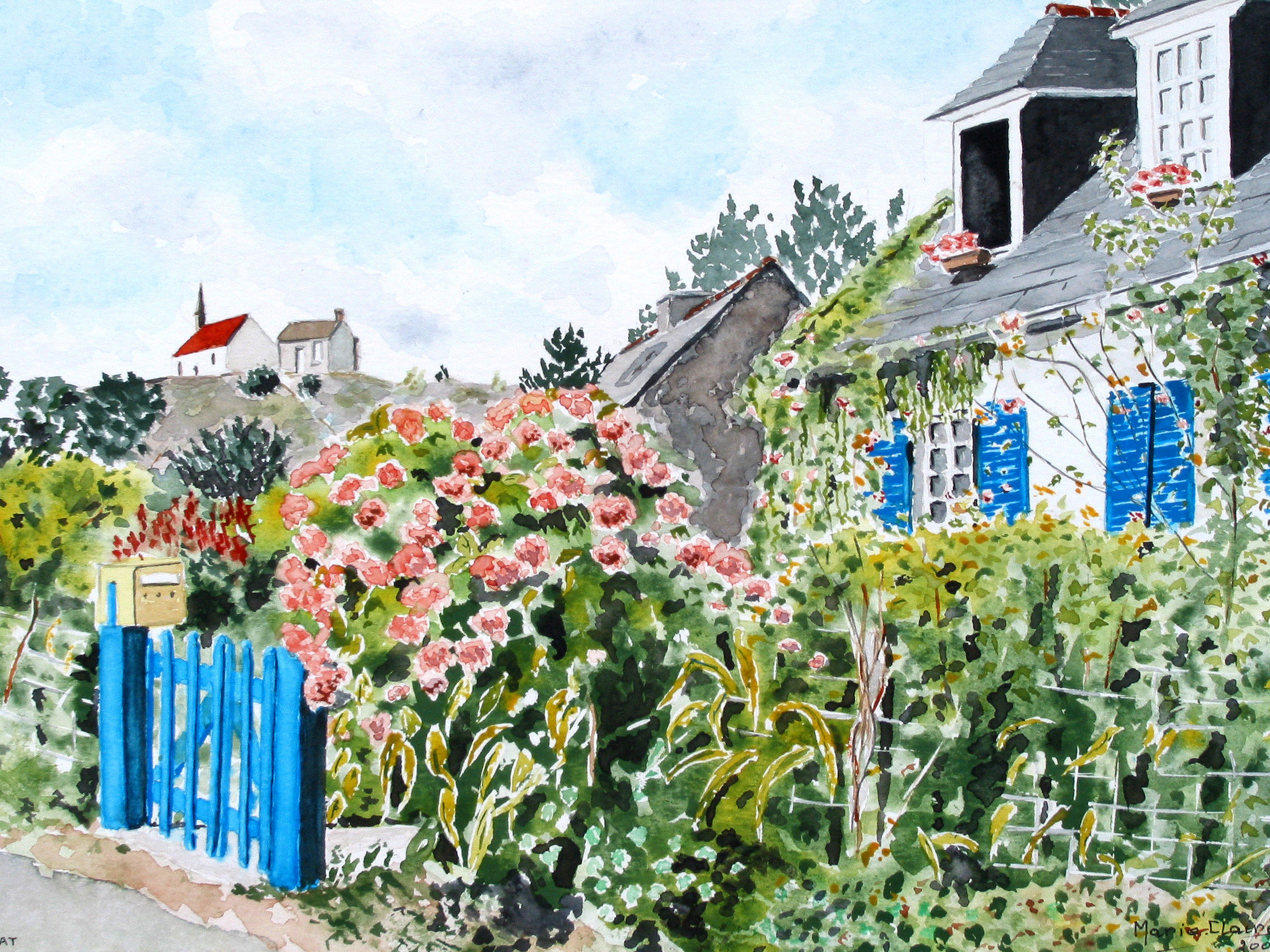